# Andreas Schmidt (nadador)
Andreas Schmidt (República Federal Alemana, 22 de septiembre de 1959) es un nadador alemán retirado especializado en pruebas de estilo libre media distancia, donde consiguió ser medallista de bronce mundial en 1982 en los 4x200 metros estilo libre.

## Carrera deportiva
En el Campeonato Mundial de Natación de 1982 celebrado en Guayaquil (Ecuador), ganó la medalla de bronce en los relevos de 4x200 metros estilo libre, con un tiempo de 7:25.46 segundos, tras Estados Unidos (oro con 7:21.09 segundos) y la Unión Soviética (plata con 7:24.91 segundos).